# Bàscara
Bàscara là một đô thị trong ‘‘comarca’’ Alt Empordà, Girona, Catalonia, Tây Bna Nha.

## Biến động dân số
| 1900 | 1930 | 1950 | 1970 | 1981 | 1986 | 2006 |
| ---- | ---- | ---- | ---- | ---- | ---- | ---- |
| 857  | 853  | 890  | 811  | 736  | 756  | 900  |